# 8240 Matisse
8240 Matisse è un asteroide della fascia principale. Scoperto nel 1973, presenta un'orbita caratterizzata da un semiasse maggiore pari a 2,4648092 UA e da un'eccentricità di 0,1454957, inclinata di 4,14187° rispetto all'eclittica.